# Gioacchino (patriarca di Mosca)
Gioacchino, o Ioakim (in russo Иоаким?; Sibkovo, 6 gennaio 1621 – Mosca, 17 marzo 1690), al secolo Ivan Petrovič Savelov (Иван Петрович Савёлов), fu il nono patriarca di Mosca e di tutte le Russie dal 1674 fino alla sua morte. Strenuo oppositore del Raskol, fu tra i fondatori dell'Accademia slavo-greco-latina.

## Biografia
Ivan Petrovič Savelov nacque a Sibkovo nel 1621 da un'importante famiglia di Možajsk (un suo antenato fu Posadnik di Novgorod). A seguito della morte dei genitori per via di un'epidemia scoppiata nel 1654, decise di lasciare l'esercito e di intraprendere la vita monastica. Entrò nel monastero di Mežyhir'ja e nel settembre 1657 divenne monaco con il nome di Gioacchino (Иоаким).
Nel 1664 fu nominato archimandrita del monastero di Čudov, sito all'interno del Cremlino di Mosca. Ciò gli consentì di entrare in stretto contatto con il diplomatico Artamon Matveev e con lo stesso zar Alessio I. Nel 1672 divenne Metropolita di Novgorod la Grande e Pskov. Poco dopo morì il patriarca di Mosca Pitirim e Gioacchino prese il suo posto. Fu intronizzato il 26 luglio 1674 e anche se aveva partecipato al Sobor che nel 1666 mise sotto accusa l'ex patriarca Nikon, continuò la politica di quest'ultimo in relazione al contrasto nei confronti delle ingerenze dello zar e all'opposizione al Raskol. Nel 1682 il capo dei Vecchi credenti, Avvakum, fu condannato al rogo.
Durante il suo patriarcato furono istituite le nuove eparchie di Nižnij Novgorod, Ustjug, Arcangelo, Tambov e Voronež. Nel marzo 1681 fu creato un istituto che rappresentò la base dell'Accademia slavo-greco-latina che verrà alla luce nel 1687. Nel 1682 Gioacchino fu persuaso dai fratelli della zarina Natal'ja Kirillovna Naryškina a proclamare zar il piccolo Pietro. A ciò seguì la cosiddetta "Rivolta di Mosca". Dal 1686 la Metropolia di Kiev fu subordinata al patriarcato moscovita, in ottemperanza al Trattato di Perejaslav.
Gioacchino si caratterizzò per un atteggiamento fortemente ostile nei confronti della teologia di Sil'vestr Medvedev e Simeone di Polock. Si oppose alle influenze occidentali, sia dei gesuiti che di coloro i quali propagandavano idee di stampo millenarista. Nell'ottobre 1689 i tedeschi Quirinus Kuhlmann e Conrad Nordermann furono condannati al rogo sulla Piazza Rossa, in quanto eretici.
Gioacchino morì il 17 marzo 1690. È seppellito presso la Cattedrale della Dormizione a Mosca.